# フロンドの乱
フロンドの乱（フロンドのらん、フランス語: Fronde,  1648年 - 1653年）は、17世紀フランスで起こった反乱。 高等法院と王侯貴族が中心となってマザランの王権強化政策に反抗して起きた。 発端は増税だが、三十年戦争による財政逼迫、地方の凶作、イタリア人宰相とスペイン人摂政への反感があった。高等法院の先導による一期、コンデ公を中心とする王侯貴族先導の二期に分かれる 。フランスにおける貴族の反乱としては最後のもので、貴族勢力は打倒され、絶対王政の確立につながった。フロンド（fronde）とは当時流行していた投石器を意味し、パリの民衆がマザラン邸をめがけて投石したことから呼ばれるようになったという。

## 経過
1643年5月、ルイ13世が崩御、わずか4才のルイ14世が即位した。ルイ13世は遺言として、今後の国政は摂政会議(メンバーは王太后アンヌ・ドートリッシュ、王弟オルレアン公、従兄弟コンデ公、主席大臣ジュール・マザラン、セギエら複数大臣)により行うよう言い残した。しかし5月15日にアンヌ・ドートリッシュは高等法院で、ルイ13世の遺言の無効を宣言。アンヌが摂政、ジュール・マザランが宰相の座に着く。マザランはリシュリューの政策を継承し、貴族層と対抗、三十年戦争継続のための重税を課したため、貴族と民衆のいっそうの反発を買った。また、アンヌ・ドートリッシュがスペイン人、マザランがイタリア人であったことも反乱の一因といわれている。その後、イギリスで起こった清教徒革命も影響を与えた。
1648年5月13日。高等法院がマザランの税制改革と管制改革に反対決議を発しマザランに撤回を求めた。マザランが行おうとした税制改革とはパリ住民へのタイユ税(土地税)の課税。管制改革は現職法官への数年の年俸廃止と官職売却による法官の増員だった。これによって高等法院の法官は既得権を著しく失うことになる。
1648年7月、憤慨した高等法院は「二十七箇条の宣言」を発した。内容は、高等法院の許可の無い増税の禁止、官職の乱発の廃止などである。8月26日、ノートルダム大聖堂での戦勝記念ミサの日に高等法院の中心人物であるブランメル、ブルーセル、シャルトンが逮捕された。この逮捕騒動で激昂した民衆が武装蜂起しパリ市内で国王軍と衝突。蜂起した民衆は40万人と言われる。一晩にしてパリ中にバリケードが築かれた。ルイ14世と摂政アンヌの居城パレ・ロワイヤルは、ブルーセルの釈放を要求する武装市民に包囲された。27日の夜、民衆の一部が暴徒となり王宮内の当時10歳のルイ14世の寝室まで侵入。ルイ14世は寝たふりをして難を逃れたとされている。28日、マザランがブルーセルの釈放に応じたため、蜂起した民衆は解散した。10月24日、三十年戦争にフランスが勝利しウェストファリア条約が締結され、戦勝国フランスは多大な利益を得た。翌日の25日にマザランは高等法院の要求を全面的に承認した。
しかし凱旋の英雄コンデ公を味方に着けたアンヌ・ドートリッシュとマザランは反撃を始める。1649年1月5日、アンヌとマザランはルイ14世や廷臣を伴いパリを脱出してサン・ジェルマン・アン・レーへ避難。ルイ14世の幼い時のこの体験が、後のヴェルサイユ遷都につながったといわれている。翌日1月6日、国王派に着いたコンデ公率いる国王軍がパリを包囲した。対してフロンド軍の指揮官は、コンティ公アルマン、ラ・ロシュフコー公、ボーフォール公、ロングヴィル公、チュレンヌ元帥ら大貴族だった。1月12日、フロンド軍がバスティーユ要塞を占領。だがコンデ軍との戦闘の末にフロンド軍は敗走。3月4日、リュエイユでマザランとフロンド派の和議が始まり、3月11日に和睦が成立し、第一期フロンドの乱は終息した。
第二期の始まりは、衆望を集めたコンデ公がマザランと対立して1650年1月にコンデ公が逮捕されると、憤慨した一族がブルゴーニュ・ノルマンディーなどで挙兵して国王軍が反乱鎮圧に出動。騒ぎが収まらないまま翌1651年2月にコンデ公は釈放、マザランはドイツへ亡命した。
コンデ公はパリで権勢を振るい、反乱軍に加わってからは大貴族も含めた反乱に拡大した。しかし、反乱側は諸階層の利害の対立から内部分裂による自滅の道を歩み、コンデ公は9月ボルドーへ退去、地方に反乱を呼びかけると同時にスペインの援軍とも合流、宮廷もパリからポワチエに移動してパリは反乱軍に制圧された。1652年1月に亡命先からマザランが帰国、続いてテュレンヌ元帥とも合流を果たし国王軍の指揮をテュレンヌに委ねた。
コンデ公は4月にスペイン軍と共にボルドーからパリを目指して北上し、テュレンヌと交戦しながらパリへ入城、7月にパリ郊外へ出てフォーブール・サン・タントワーヌの戦いで国王軍と激突した。戦闘はパリからアンヌ・マリー・ルイーズ・ドルレアンの迎撃で国王軍が怯んだ隙を付いてコンデ公がパリに撤退したため決着は着かなかったが、決定的な戦果を出せず反乱軍の期待に応えられないコンデ公は次第に孤立、8月にマザランが自主的に再度亡命したこともあってパリに国王帰還を望む雰囲気が出来上がっていった。
そして10月にコンデ公がパリから脱出、入れ替わるようにルイ14世らが帰還し、11月にテュレンヌの追撃でコンデ公はスペイン領ネーデルラントへ亡命、1653年2月にマザランがパリへ戻り7月にボルドーが国王軍に鎮圧され反乱は終息した。以後フランスは貴族勢力の打倒により絶対王政へ進むことになる。

## フィクションにおけるフロンドの乱
ダルタニャン物語では、三銃士のうちアトスとアラミスがフロンド派になり、マザラン・王太后派のダルタニャンやポルトスと敵味方に分かれる。